# Desa Mataru Utara
Desa Mataru Utara är en administrativ by i Indonesien.   Den ligger i provinsen Nusa Tenggara Timur, i den sydöstra delen av landet, 2 000 km öster om huvudstaden Jakarta. Desa Mataru Utara ligger på ön Alor Island.